# Omega2 del Taure
Omega² del Taure, també coneguda simplement com Omega del Taure (ω² Tauri), és un estel de la constel·lació del Taure. De magnitud aparent +4,93, s'hi localitza a menys d'un grau al sud de la eclíptica. La seva distància al sistema solar és de 94 anys llum.
Omega² del Taure és un estel blanc de tipus espectral A3m. Té una temperatura efectiva entre 7.552 i 8.709 K i és 8 vegades més lluminosa que el Sol. Posseeix un radi un 51% més gran que el radi solar i rota amb una velocitat d'almenys 62 km/s. La seva massa està compresa entre 1,9 i 2,3 masses solars. No existeix consens quant a la seva edat; mentre que un estudi li atorga una edat de només 13 milions d'anys, un altre eleva aquesta xifra fins als 193 milions d'anys, gairebé 15 vegades més. Igual que altres estels semblants, l'excés d'emissió infraroja observat tant a 24 μm com a 70 μm indica l'existència d'un disc circumestel·lar.
Omega² del Taure presenta una abundància relativa de ferro doble de la del Sol ([Fe/H] = +0,32), sobreabundància també observada en el cas del bari, el contingut del qual és sis vegades superior. En l'extrem oposat destaca el contingut de calci, només una tercera part del solar. Així mateix, com ho posa de manifest el seu tipus espectral, Omega² Tauri és un estel amb línies metàl·liques igual que Sírius (α Canis Majoris).